# Louis Bentabole
Louis Bentabole, né le 23 mai 1822 à Paris où il est mort le 30 novembre 1880, est un peintre de marine français.

## Biographie
Jean Baptiste Louis Bentabole est le fils d'Antoine Jean Baptiste Bentabole et de Madeleine Saunier. Il a pour grand-oncle Pierre Louis Bentabole.
Élève d'Eugène Isabey, il expose au Salon de 1847 à 1876.
En 1864, il épouse Pauline Merme ; Hermann Maurice Cossmann est témoin du mariage.
Il meurt à son domicile de la rue Tronchet à l'âge de 58 ans. Inhumé au cimetière parisien de Saint-Ouen, il est transféré en février 1881 au cimetière des Batignolles.

## Participation aux Salons parisiens
- Barque de pêcheur désemparée, au Salon de 1847
- Le Finistère - steamer du Hâvre, au Salon de 1847 (Boulogne-sur-Mer)
- Marée basse, au Salon de 1847 (Boulogne-sur-Mer)
- Marine ; effet du matin, au Salon de 1847
- La rentrée au port, au Salon de 1848
- Un port ; souvenir de Normandie, au Salon de 1848
- Une rade, au Salon de 1848
- Bateaux-pêcheurs ; marée basse, au Salon de 1849
- Port de Normandie, au Salon de 1849
- Entrée du port du Hâvre, au Salon de 1850
- Retour de la pêche, au Salon de 1850
- Moulin à vent au bord de la mer, au Salon de 1852
- Vue prise à Morgate - Finistère, au Salon de 1853
- Marine, côtes de Normandie, au Salon de 1857
- Côtes de Bretagne, au Salon de 1859
- Côtes de Normandie, au Salon de 1859
- Tombeau de Châteaubriand - Saint-Malo, au Salon de 1859
- Bateau pêcheur de Boulogne, au mouillage, au Salon de 1861
- Souvenir de Barfleur, au Salon de 1861
- Souvenir de Camaret - Bretagne, au Salon de 1861 (Toulouse)
- Souvenir de la côte de Fécamp, au Salon de 1862 (Toulouse)
- Une plage - soleil levant, au Salon de 1862 (Toulouse)
- Phare de Gatteville, près Barfleur, au Salon de 1863
- Vue de Saint-Malo - Ille-et-Vilaine, au Salon de 1863
- Le Mont Saint-Michel, au Salon de 1864
- L'entrée d'un port, au Salon de 1864
- Un navire abandonné, au Salon de 1865
- Falaise de Dieppe, au Salon de 1865 (Toulouse)
- Étretat, falaise d'aval, au Salon de 1866
- Vue prise à Saint-Malo, au Salon de 1866
- Le vapeur de l'État la Reine Hortense au mouillage ; ex-yacht impérial, au Salon de 1867
- Plage de Morgate ; baie de Douarnenez, au Salon de 1867
- Le Passager, d'Honfleur, au Salon de 1868
- Paquebot de Douvres sortant du port de Calais, au Salon de 1868
- Souvenir de Bayeux, au Salon de 1869
- Marine ; gros temps, au Salon de 1870
- Falaise de Boulogne, effet du soir, au Salon de 1870 (Besançon)
- Un port, au Salon de 1870 (Besançon)
- Vue de Saint-Malo, au Salon de 1870 (Besançon)
- Côtes de Bretagne, au Salon de 1872
- Côte de Barfleur - Manche, au Salon de 1873
- Débarquement en rade, au Salon de 1874
- L'entrée d'un port, au Salon de 1876 (Carcassonne)